# Niall MacDermot
Niall MacDermot (10 septembre 1916 - 22 février 1996) est un homme politique du parti travailliste britannique.

## Biographie
MacDermot fait ses études à la Rugby School et au Corpus Christi College de Cambridge et sert dans le Corps du renseignement pendant la Seconde Guerre mondiale . Il est élu pour la première fois à la Chambre des communes comme député de Lewisham North, lors d'une élection partielle en 1957 après le décès du député conservateur Sir Austin Hudson.
MacDermot perd son siège deux ans plus tard aux élections générales de 1959 et se présente sans succès aux élections du London County Council de 1961. Il est réélu au Parlement comme député de Derby North lors d'une élection partielle en 1962.
Il est secrétaire financier au Trésor de 1964 à 1967 et quitte la Chambre des communes aux élections générales de 1970.
De 1970 à 1990, il est secrétaire général de la Commission internationale de juristes, succédant à Seán MacBride .
Il est le petit-fils de Hugh Hyacinth O'Rorke MacDermot, qui a été solliciteur général de l'Irlande en 1885 et 1886, et procureur général de l'Irlande en 1892.